# Oliver Antman
Oliver Antman (født 15. august 2001) er en finsk professionel fodboldspiller, som spiller for skotske Rangers FC og Finlands landshold.

## Klubkarriere

### IF Gnistan
Efter at have spillet for flere klubber på ungsdomsniveau, fik han i 2018 sin førsteholdsdebut med IF Gnistan.

### FC Nordsjælland
Antman skiftede i september 2018 til FC Nordsjælland, og gjorde sin debut for førsteholdet den 30. marts 2019. Han etablerede sig som en vigtig spiller i truppen, og rundede i marts 2022 sin kamp nummer 50 for holdet.

#### Leje til Groningen
Antman skiftede i januar 2023 til FC Groningen på en lejeaftale med en købsoption. Optionen blev dog ikke taget, da Groningen led nedrykning fra Eredivise i sæsonen.

### Go Ahead Eagles
Antman skiftede i august 2024 til Go Ahead Eagles på en permanent aftale.

## Landsholdskarriere

### Ungdomslandshold
Antman har repræsenteret Finland på flere ungdomsniveauer.

### Seniorlandshold
Antman debuterede for Finlands landshold den 26. september 2022, og scorede på sin debut.